# 4892 Chrispollas
4892 Chrispollas è un asteroide della fascia principale. Scoperto nel 1985, presenta un'orbita caratterizzata da un semiasse maggiore pari a 2,3348788 UA e da un'eccentricità di 0,0990339, inclinata di 8,56213° rispetto all'eclittica.